# فريدرش العظيم
فريدرش الثاني (Friedrich II؛ 24 يناير 1712 - 17 أغسطس 1786) ملك بروسيا (1740-1786) من سلالة آل هوهنتسولرن. اشتهر بدهائه في الحملات العسكرية وفي تنظيم الجيوش البروسية. صار يعرف بفريدرش العظيم (Friedrich der Große) وكان يُلقب فريتس العجوز (Der Alte Fritz).
في مقتبل حياته اهتم بالموسيقى والفلسفة أكثر من الفنون الحربية، قام فريدرش بمحاولة فاشلة للفرار من والده الاستبدادي فريدرش فيلهلم الأول رفقة صديق طفولته هانس هرمان فون كاته الذي أُجبر على مشاهدة إعدامه بعد القبض عليهما. عند ارتقاءه العرش البروسي، هاجم النمسا مطالباً بسليزيا ا أثناء الحروب السليزية، فحاز سـُـمعة عسكرية لنفسه ولبروسيا. تمكن فريدرش فعلياً قـُبيل وفاته من أن يجعل معظم أراضي مملكته متصلة باكتسابه أراضي بولندية في تقاسم بولند الأول.
كان فريدرش من دعاة الحكم المطلق المستنير. راسل فولتير لسنوات، والذي جمعته بالملك صداقة حميمة وإن اضطربت. قام بتحديث البيروقراطية البروسية والخدمة المدنية وعزز التسامح الديني في أرجاء مملكته. رعى فريدرش الفنون والفلاسفة، وألف موسيقى آلة الفلوت. دُفن فريدرش في مقره المفضل، قصر سانسوسي في بوتسدام. ولموته دون ذرية، خلفه فريدرش فيلهلم الثاني ابن شقيقه الأمير أوغست فيلهلم.
رسم المؤرخون الألمان في القرن التاسع عشر صورة رومانسية لفريدرش أظهرته بصورة المحارب العظيم الذي تحلى بصفات القيادة والكفاءة والإخلاص في العمل الذي أدى في النهاية إلى بروز دور بروسيا في أوروبا. أصر المؤرخ ليوبولد فان رانكه في كتاباته على الثناء على «حياة فريدرش البطولية، التي عاشها مقتديا بأفكار عظيمه وأظهر فيها من المقدرة وحسن إدارة الأمور ما مكنه من أن يخلد إسمه بعد أن رفع من شأن بروسيا ونقلها إلى مصاف الدول الكبرى». ظل فريدرش شخصية تاريخية محبوبة طوال تاريخ الإمبراطورية الألمانية حتى بعد هزيمتها القاسية في الحرب العالمية الأولى. وعند ظهور النازية عظمت من شأن فريدرش وإعتبرته قائدا ألمانيا عظيما من قبل عصر هتلر. إلا أنه ومع انهيار النازية في 1945 تحولت نظرة الناس له في كلا من ألمانيا الشرقية وألمانيا الغربية على حد سواء بسبب تعظيم النازيين له.

## الشباب
ولد في 24 يناير 1712 فريدرش الثاني ابناً للملك فريدرش فيلهلم الأول (1714-1740) من زوجته الملكة صوفي دوروتيا هانوفر (1687-1757) ببرلين، بروسيا. كوّن فريدرش فيلهلم المقلب شعبياً بالملك الجندي جيشاً قوياً بقيادة حرس عمالقة بوتسدام الشهير وشجع الحكومة المركزية؛ ولكن كانت لديه أيضاً سجية عنيفة وحكم براندنبورغ بروسيا بسلطة مطلقة. في حين كانت صوفي والدة فريدرش مهذبة وكاريزمية ومتعلمة. وكان والدها غيورغ لودفيش براونشفايغ لونيبورغ (هانوفر) ناخباً بالإمبراطورية الرومانية المقدسة ووريث آن ملكة بريطانيا العظمى (1707-1714). بناء على ذلك، خلف جورج الملكة آن باسم جورج الأول ملك بريطانيا العظمى (1714-1727) سنة 1714.

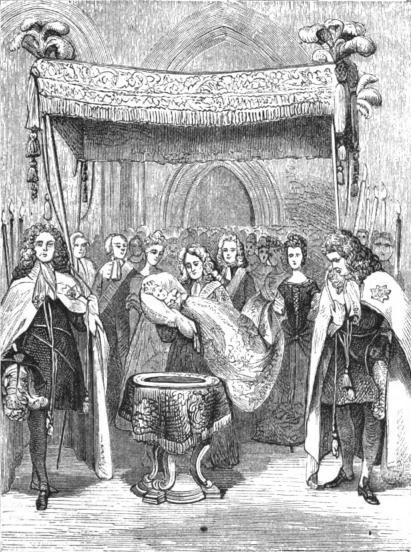
تعميد فريدرش (مجلة هاربرس، المجلد. 40, 1870)

سعد الجد كثيراً بولادة فريدرش، لأن اثنين من أحفاده كانا قد ماتا في سن مبكرة. تمنى فريدرش فيلهلم أن يتعلم أبنائه وبناته لا كملوك، إنما كقوم بسطاء. تلقى تعليمه على يد امرأة فرنسية تدعى مدام دو مونباي التي صارت لاحقاً مدام دو روكول، وتمنى لو أنها تعلم أبنائه. توجه فريدرش على يد مربيات ومعلمين هوغونوتيون وتعلمت الفرنسية والألمانية في آن. مع أن والده رغب بأن يتعلم دينياً وواقعياً بشكل كامل، فريدرش الشاب وبمساعدة معلمه جاك دوان، اشترى لنفسه مكتبة سرية ذات 3000 مجلداً للشعر والكلاسيكيات اليونانية والرومانية، والفلسفة الفرنسية لتكملة دروسه رسمية.
رغم أن فريدرش فيلهلم الأول نشأ كالفينياً ملتزماً، خشى ألا ينبطق عليه الانتخاب غير المشروط وهو أحد أهم ما يدعو إليه المذهب. أمر الملك بعدم تعليم خليفته عقائد القدر المحتوم مسبقاً لتجنب احتمال انشغال فريدرش بذات الهواجس. ومع كونه غير متدين إلى حد كبير، تبنى فريدرش هذا المعتقد الكالفيني رغم جهود الملك. يظن بعض الدارسين أن ولي العهد فعل ذلك نكاية بوالده.

## ولي العهد
عام 1732، سعت الملكة صوفي دوروتيا لأن ترتب زيجتين لفريدرش وأخته فيلهلمينه من إميليا وفريدريك ابني أخيها جورج الثاني ملك بريطانيا العظمى. خشية من تحالف بروسي بريطاني، رشى السفيرُ النمساوي في برلين المارشال فون سكندورف وزيرَ الحرب البروسي المارشال فون غرومبكوف والسفير البروسي في لندن بنيامين رايشنباخ. شـَنـّـع الثنائي بشكل متكتم بلاط الملك الآخر في أعين الملكين. غضباً من فكرة احتفاء بريطانيا بفريدرش الواهن، قدم فريدرش فيلهلم للبريطاني شروطاً مستحيلة مثل حصول بروسيا على يوليش وبرغ، ما أدى إلى انهيار الزواج المقترح.

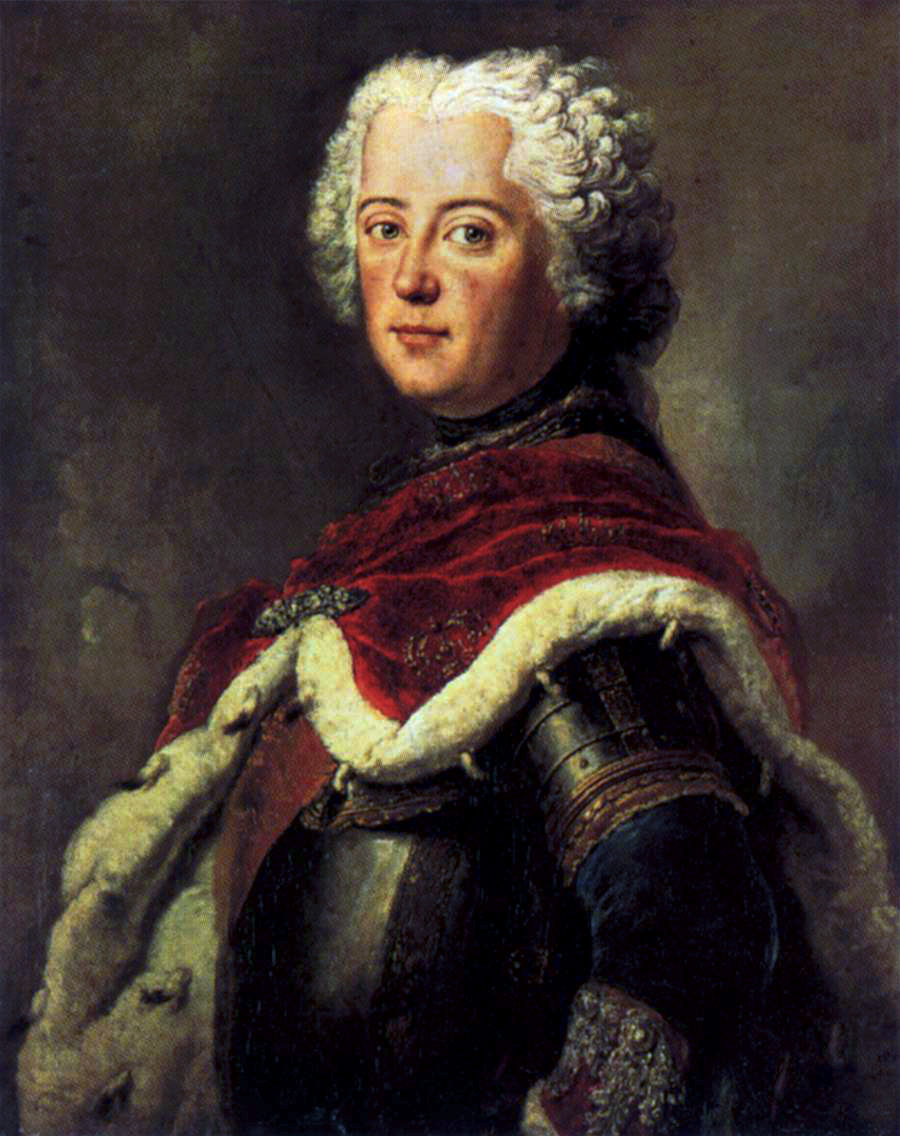
فريدرش ولياً للعهد سنة 1739

وجد فريدرش في أخته فيلهلمينه حليفاً، وظل قريباً منها طيلة حياته. في سن السادسة عشر، كوّن فريدرش رابطة قوية مع وصيف الملك كارل بيتر كريستوف كايت ذو 13 عاما. ذكرت فيلهلمينه أن الاثنين «سرعان ما أصبحا لا ينفصلان. كان كيت ذكياً، ولكن بدون تعليم، وقد خدم أخي بمشاعر إخلاص حقيقي، وأبقاه على علم بكل أعمال الملك».
بعمر الثامنة عشرة خطط فريدرش للفرار إلى إنكلترا رفقة الملازم هانس هرمان فون كاته وضباط جيش صغار آخرين. بينما كان الموكب الملكي بالقرب من مانهايم في بالاتينات الانتخابية، أخذ ضمير روبرت كايت شقيق بيتر يـُـؤنـّبه بينما كان المتآمرون يستعدون للهرب وتوسلون فريدرش فيلهلم العفو عنهم في 5 أغسطس 1730؛ ألقي القبض على فريدرش وفون كاته لاحقاً وسـُجنا في بلدة كوسترين. لكونهما ضباطا جيش حاولا الفرار من بروسيا لبريطانيا العظمى، وجه فريدرش فيلهلم إليهما تهمة الخيانة. هدد الملك ولي عهده عقوبة الإعدام، ثم اعتبر إجبار فريدرش على التخلي عن الخلافة لصالح شقيقه أوغست فيلهلم، رغم أن كلا الخيارين سيكونان صعبي التبرير لرايشستاغ الإمبراطورية الرومانية المقدسة. أجبر الملكُ فريدرش على مشاهدة ضرب عنق رفيقه المقرب فون كاته بكوسترين في 6 نوفمبر، تاركاً ولي العهد يفقد وعيه ويعاني من الهلوسة في اليومين التاليين.
مـُـنح فريدرش عفواً ملكياً وخرج من زنزانته في 18 نوفمبر، وظل مجرداً من رتبته العسكرية. وبدلا من العودة إلى برلين، أُجبر على البقاء في كوسترين وبدأ دراسة صرامة في فن الحكم وإدارة الحرب وإداراة الطبقات في 20 نوفمبر. خفّ التوتر قليلاً عندما زار فريدرش فيلهلم كوسترين بعد ذلك بعام، وسمح لفريدرش بزيارة برلين بمناسبة زواج شقيقته فيلهلمينه من فريدرش الثالث مرغريف بايرويت في 20 نوفمبر 1731. عاد ولي العهد إلى برلين بعد أن أطلق سراحه أخيراً من احتجازه في كوسترين في 26 فبراير 1732.
أراد فريدرش فيلهلم تزويج فريدرش من إليزابيث من مكلنبورغ-شفيرين ابنة أخت آنا إمبراطورة روسيا، إلا أن الأمير يوجين من سافوي عارض هذه الخطة بحماسة. اقترح فريدرش نفسه أن يتزوج من ماريا تيريزا النمسا في مقابل التخلي عن الخلافة. بدلا من ذلك، أقنع يوجين فريدرش فيلهلم عبر سكندورف بأن يتزوج ولي العهد من إليزابيث كريستين من براونشفايغ-فولفنبوتل-بيفيرن البروتستانتية قريبة آل هابسبورغ النمساويين. رغم أن فريدرش كتب لأخته مخبراً أنه «لا يمكن أن يجمعنا لا حباً ولا صداقة» وفكر بالانتحار، زُف إليها في 12 يونيو 1733. لم يكن هنالك الكثير من القواسم المشتركة مع عروسه واغتاظ من الزواج السياسي كمثال على التدخل النمساوي الذي عانت منه بروسيا منذ عام 1701. بمجرد أن أمـّن فريدرش العرش سنة 1740، منع إليزابت من زيارة بلاطه في بوتسدام، واهباً إيها بدلا عن ذلك قصر شونهاوزن وشقق في قصر شتاتشلوس البرليني. أعطى فريدرش لقب وريث العرش «أمير بروسيا» لشقيقه أوغست فيلهلم؛ وعلى الرغم من هذا ظلت زوجته مخلصة له. أقام الزوجان الملكيان في بداية حياتهما الزوجية في قصر ولي العهد كرونبرنسنباليه في برلين.
أُعيد فريدرش للجيش البروسي عقيداً في فوج فون در غولتس المتمركز بالقرب من بلدتي ناون ونويروبين. عندما قدمت بروسيا وحدة عسكرية لمساعدة النمسا خلال حرب الخلافة البولندية، كان فريدرش يتعلم على يد الأمير يوجين من سافوي خلال الحملة ضد فرنسا على نهر الراين. فريدرش فيلهلم الواهن من داء النقرس الذي جلبته الحملة، منح فريدرش قصر راينسبرغ في بلدة راينسبرغ شمال نويروبين. في راينسبرغ، التقى فريدرش عدداً قليلاً من الموسيقيين والممثلين وفنانين آخرين. أمضى وقته بالقراءة ومشاهدة المسرحيات، نظم وسماع الموسيقى، واعتبر هذه الفترة إحدى أسعد فترات حياته. شكل فريدرش «نظام بايارد» لمناقشة الحرب مع أصدقائه؛ عـُـين هاينريش أوغست دو لا موت فوكيه مسؤول التجمعات.
كانت أعمال نيكولو مكيافيلي مثل الأمير تعتبر المبدأ التوجيهي لسلوك أي ملك في عصر فريدرش. في عام 1739، أنهى فريدرش مقاله اللامكيافيلية المفند لمثالية مكيافيلي. تم نشره دون ذكر المؤلف عام 1740، لكن فولتير وزعه في أمستردام إلى شعبية كبيرة. انتهت سنوات فريدرش المكرسة لفنون بدلا عن السياسة بوفاة فريدرش فيلهلم سنة 1740 وميراثه لمملكة بروسيا.

## حكمه (1740–1786)

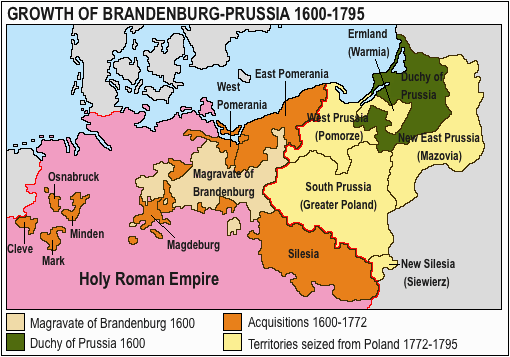
توسع براندنبورغ-بروسيا (1600–1795).

قبل صعوده، قال له فريدرش دالمبير: «لطالما بحث الفلاسفة ورجال الأدب في كل بلد عنكم سيدي، قائداً ونموذجاً لهم.» بيد أن مثل هذا الولاء كان لا بد وأن تخفف منه الواقع السياسية. كانت بروسيا تتألف من أراضي متناثرة عندما اعتلى فريدرش العرش باسم «ملك في بروسيا» سنة 1740، تشمل كليفه ومارك ورافنسبرغ في غرب الإمبراطورية الرومانية المقدسة؛ براندنبورغ، بومرانيا الغربية وبومرانيا القصية في شرق الإمبراطورية؛ ودوقية بروسيا السابقة خارج الإمبراطورية المحاذية للكومنولث البولندي الليتواني. لُقـّب بملك في بروسيا لأن هذا لم يكن سوى جزء من بروسيا التاريخية، وأعلن نفسه ملك بروسيا بعد حصوله على معظم ما تبقى منها سنة 1772.

### الحرب
هدف فريدرش لتحديث وتوحيد أراضيه المقطعة بشكل يجعلها عرضة للهجوم؛ من أجل هذه الغاية خاض حروباً بشكل رئيسي ضد النمسا التي تحكمها سلالة هابسبورغ بلقب الأباطرة الرومان المقدسين على نحو مستمر تقريبا منذ القرن الخامس عشر حتى عام 1806. أسس فريدرش بروسيا كخامس وأصغر قوة عظمى أوروبية باستخدامه موارداً تركها له والده المقتصد.

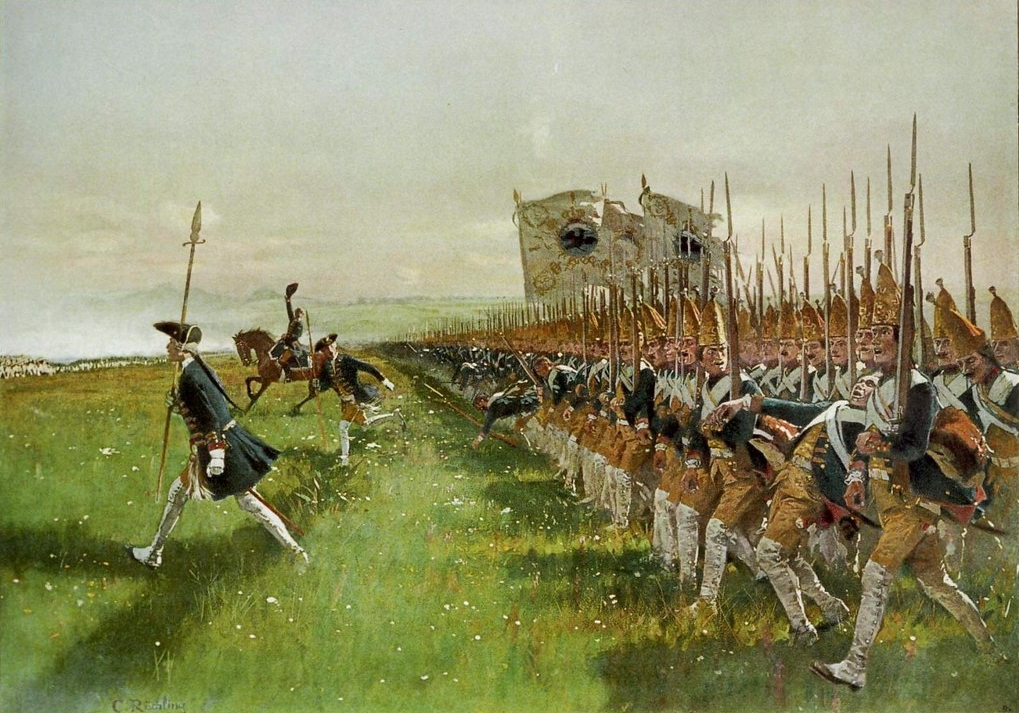
معركة هوهنفريدبرغ، هجوم المشاة البروسيين، بريشة كارل روشلنك.

رغبة منه بمقاطعة سليزيا النمساوية المزدهرة، رفض فريدرش الإقرار بمرسوم العملى لعام 1713 وهو آلية قانونية تضمن لماريا تيريزا ميراث أملاك آل هابسبورغ. كما كان قلقاً من سعي أوغست الثالث ملك بولندا وناخب ساكسونيا لوصل أراضيه المفصولة عن بعضها عبر سليزيا. لذلك غزا الملك البروسي سليزيا في نفس عام توليه السلطة، متذرعاً بمعاهدة غامضة من عام 1537 بين سلالتي هوهنتسولرن وبياست في برك. كانت مولفيتس أول معركة حقيقية لفريدرش. رغم أنه خدم تحت قيادة الأمير يوجين سفويا، كانت هذه المرة الأولى التي يقود فيها جيشاً. في الوقت الذي بدا فيه النمساويون أنهم سيفوزون، أسرع فريدرش مبتعداً واستلم المارشال شفرين قيادة الجيش. قال في وقت لاحق: «كانت مولفيتس مدرستي». تلتها حرب سليزيا الأولى (1740-1742)، وهي جزء من حرب الخلافة النمساوية (1740-1748)، أسفرت عن استيلاء فريدرش على المقاطعة (باستثناء سليزيا النمساوية). حاولت النمسا استعادة سليزيا في حرب سليزيا الثانية (1744-1745)، ولكن فريدرش انتصر مرة أخرى وأجبر النمسا على الالتزام ببنود الصلح السابق. أعطت الحيازة البروسية لسليزيا المملكة السيطرة على نهر الأودر.

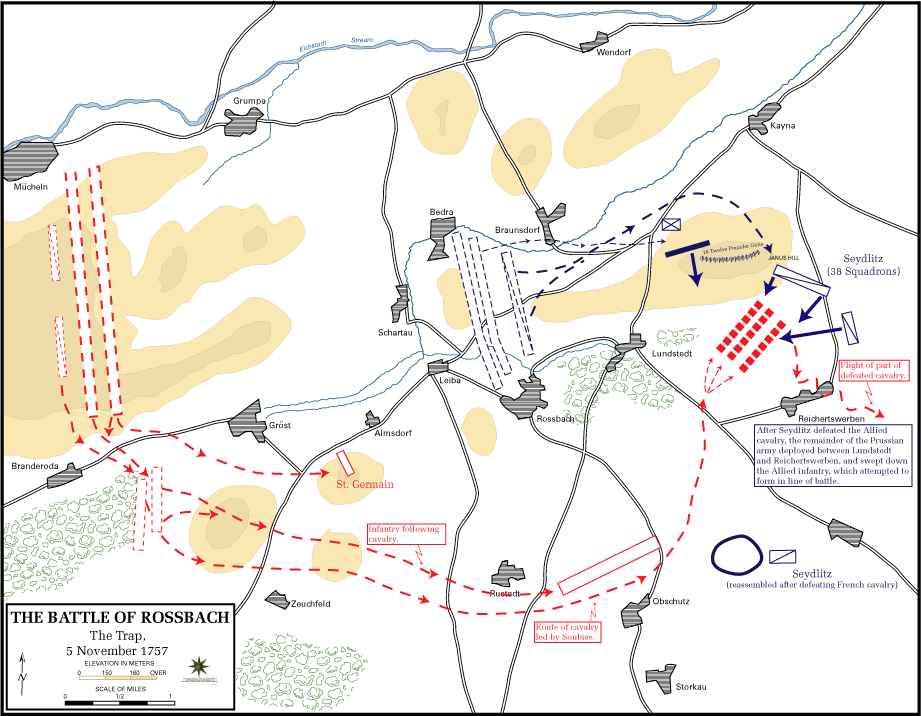
معركة روسباخ، انتصار تكتيكي لفريدرش.

تحالف العدوان التقليديان آل هابسبورغ النمسا وآل بوربون فرنسا معاً في الثورة الدبلوماسية سنة 1756 في أعقاب انهيار التحالف الأنجلو النمساوي. فعقد فريدرش بسرعة تحالفاً مع بريطانيا العظمى في اتفاقية وستمنستر. لمـّـا بدأت دول الجوار بالتآمر ضده، عزم فريدرش أن يكون أول من يضرب. في 29 أغسطس 1756 عبر جيشه المعد إعداداً جيداً الحدود غازياً ساكسونيا استباقياً، لتبدأ حرب السنوات السبع، والتي استمرت حتى 1763. واجه انتقادات واسعة لهجومه على ساكسونيا المحايدة ولإدماجه القسري للقوات ساكسونيا في الجيش البروسي بعد حصار بيرنا في أكتوبر 1756.
مواجهً تحالفاً ضم النمسا وفرنسا وروسيا وساكسونيا والسويد، ومتحالفاً فقط مع بريطانيا العظمى وهانوفر، حافظ فريدرش على بروسيا بصعوبة في الحرب رغم غزو أراضيه مراراً. كان فريدرش في أحيانٍ كثيرة في أنفاسه الأخيرة. في 6 يناير 1762، كتب إلى الكونت كارل فيلهلم فون فينكنشتاين، «يجب علينا الآن أن نفكر في الحفاظ على الوضع من أجل ابن أخي، فعبر التفاوض يمكننا الحفاظ على أي قطع أراضي خاصة من أطماع أعدائي»، ما يعني أنه كان مصمماً على الحفاظ على حياة جنوده في أول فرصة.

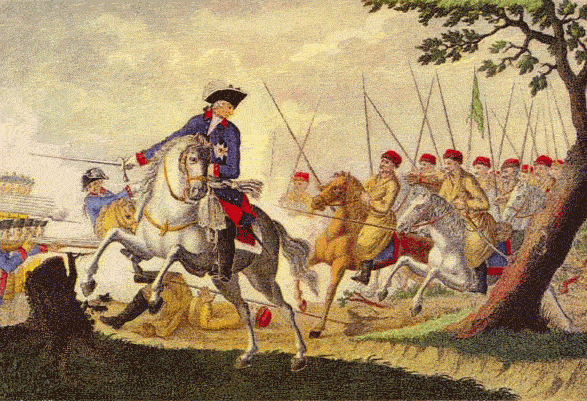
فريدرش يتجنب بالكاد أن يقع في يد القوزاق في كونيرسدورف، 1759

أدت الوفاة المفاجئة إليزابيث إمبراطورة روسيا إلى خلافة بيتر الثالث البروسي الهوى. وأدى «معجزة آل براندنبورغ» هذا إلى لانهيار الائتلاف المعادي لبروسيا. على الرغم من أن فريدرش لم يتحصل على أي أراضٍ في معاهدة هوبرتسبورغ التالية، فإن قدرته على الاحتفاظ بسليزياأثناء حروبها جعلته وبروسيا يحظيان بشعبية في أنحاء أراضي كثيرة ناطقة بالألمانية.
أقحم فريدرش في وقت متأخر من حياته بروسيا أيضاً في حرب الخلافة البافارية منخفضة الشدة في سنة 1778، وأجهض فيها المحاولات النمساوية لتبادل الأراضي المنخفضة النمساوية ببافاريا. عندما حاول الإمبراطور جوزيف الثاني تفيذ المخطط مرة أخرى في عام 1784، أإنشأ فريدرش تحالف الفورستنبوند (Fürstenbund؛ عصبة الأمراء)، فنـُـظر إليه كمدافع عن الحريات الألمانية، على النقيض من دوره السابق المتمثل بمهاجمة الهابسبورغيين الإمبراطوريين.

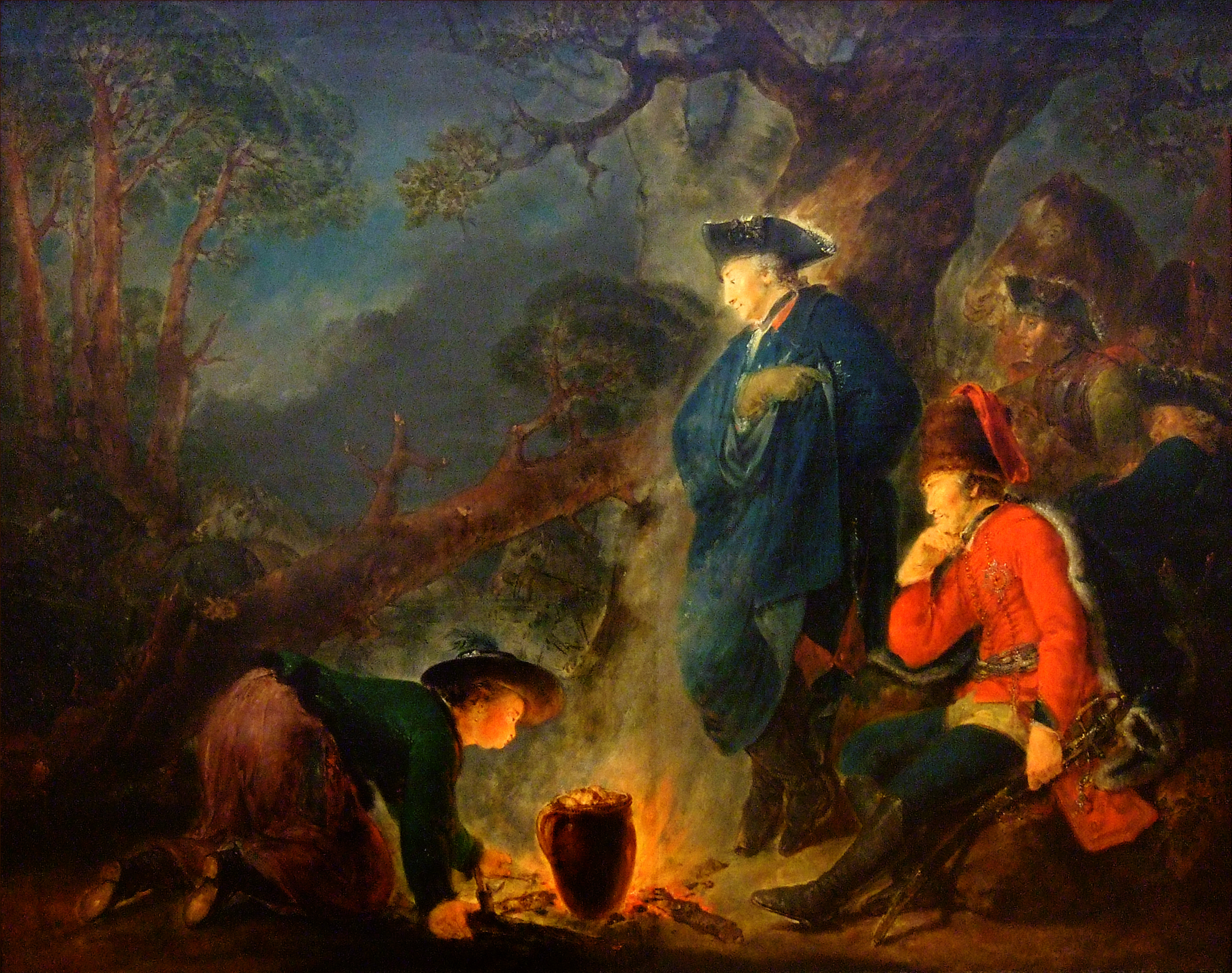
فريدرش قبل معركة تورغاو، 1760

كثيراً ما قاد فريدرش قواته العسكرية شخصياً وأصيبت ستة أحصنة له بالنار من تحته خلال القتال. يـُـعجـَـب بفريدرش غالباً كأحد أعظم عباقرة التكتيك العسكري في كل العصور، خاصة للاستخدامه أسلوب الكتيبة المائلة القتالي، الذي يتركز فيه الهجوم على جناح واحد من خط العدو، لإفساح المجال لتقدم موضعي على قوة قد تكون أضعف عموماً. كانت أكثر أهمية نجاحاته العملياتية، وخاصة منعه توحيد الجيوش المعادية المتفوقة عددياً وتواجده في المكان المناسب وفي الوقت المناسب للحفاظ على جيوش العدو خارج الأراضي البروسية الأساسية. كتب الإمبراطور النمساوي جوزيف الثاني الحاكم بالمشارك في رسالة إلى والدته ماريا تيريزا،
عندما يتحدث ملك بروسيا عن المسائل المتعلقة بفنون الحرب، والتي درسها بشكل مكثف وقرأ كل كتاب يمكن تصوره عنها، يكون كل شيء متوتراً وجامداً وتعليمياً بشكل غير مألف. دون إطنابات، يعطي دليلاً واقعياً وتاريخياً لإدعاءاته لضلاعته في التاريخ... عبقري ورجل يتحدث بشكل مثير للإعجاب. ولكن كل ما يقوله ينم عن مخادع.
رأي نابليون بونابرت يُعد مثالاً على مكانة فريدرش في التاريخ كحاكم، فقد اعتبر الملك البروسي أعظم عبقري تكتيكي على مر العصور؛ بعد انتصار نابليون في حرب التحالف الرابع سنة 1807، زار قبر فريدرش في بوتسدام قائلاً لضباطه، «أيها سادة، لو كان هذا الرجل مازال على قيد الحياة لما كنت أنا هنا». لعل فريدرش ونابليون أكثر القادة العسكريين المعجب بهم كارل فون كلاوزفيتس والمذكورين في كتابه «عن الحرب». وقد أشاد كلاوزفيتس بصفة خاصة بحركة قوات فريدرش السريعة والماهرة أكثر من استخدامه لأسلوب الكتيبة المائلة.
كانت أبرز انتصارات فريدرش العظيم العسكرية وأحسمها في ميادين معارك هونفريدبرغ وروسباخ ولويتن.

### تقاسم بولندا الأول

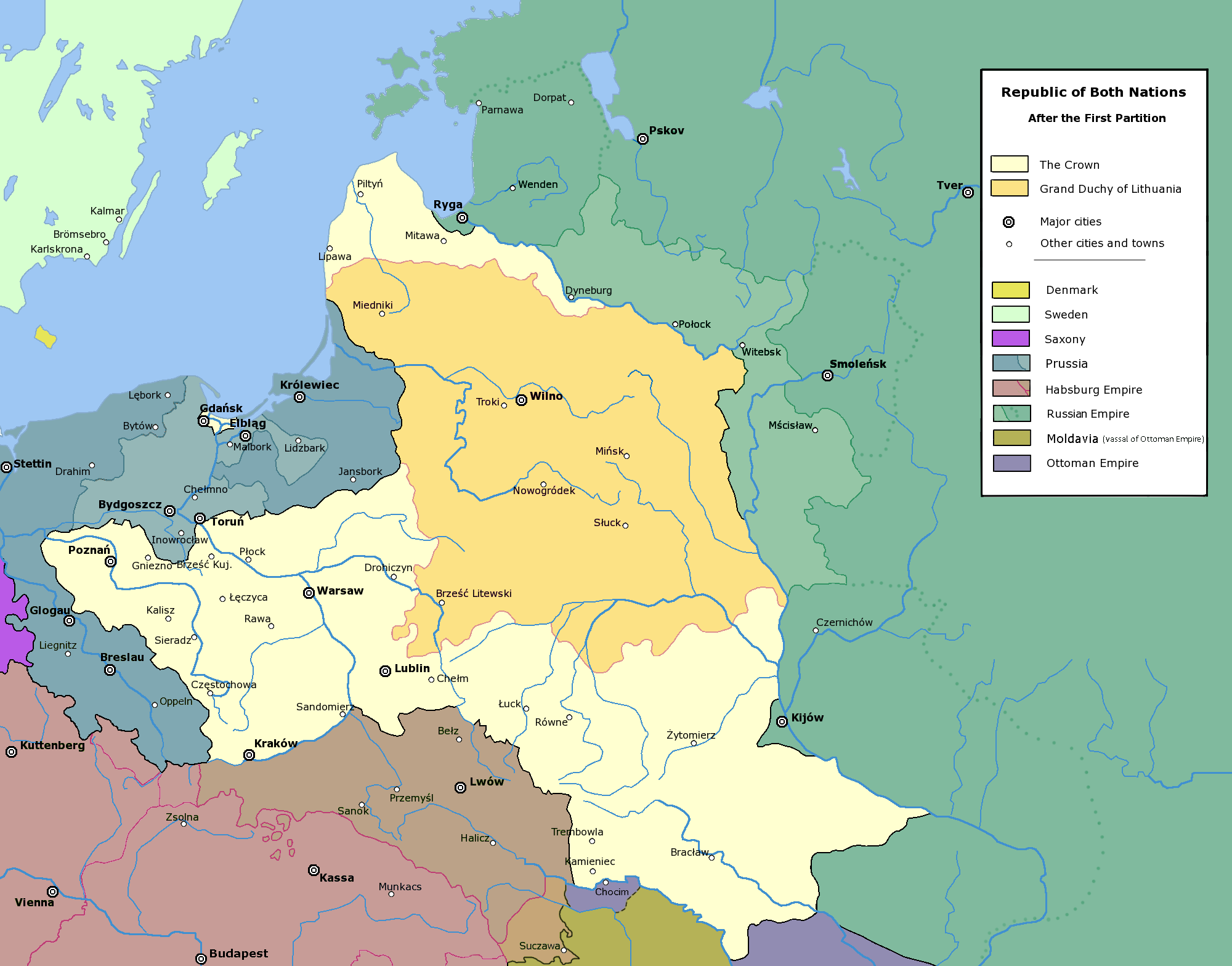
الكومنولث البولندي اللتواني بعد التقاسم الأول (1772)

أصبح فريدرش أحد أكثر منتقدي المجتمع البولندي صخباً عندما بدأ إعداد الأرضية لتقطيع أوصال بولندا ليتوانيا عام 1752 على أقصى تقدير، أملاً في الحصول على جسر من الأراضي بين بومرانيا وبراندنبورغ والمقاطعات البروسية الشرقية. كما أشار كتـّاب آخرون إلى رسالة من عام 1731 إلى الفيلدمارشال دوبيسلاف غنيومر فون ناتسمر، لمح فيها فريدرش إلى أن البلد سيستفيد كثيراً بضم بروسيا البولندية من أجل توحيد أراضي مملكة بروسيا. وبالمثل، سعت آلتا الدعاية الروسية والبروسية لترجيح كفة مقاومة من سمو بالمنشقين ضد الأغلبية الكاثوليكية في بولندا.
وفقا لسكوت، كان فريدرش حريصاً على استغلال بولندا اقتصادياً لتحقيق هدفه الأوسع بزيادة ثروة بروسيا. يرى سكوت في ذلك استمراراً لانتهاكاته السابقة للأراضي البولندية عامي 1759 1761 وللغارات داخل بولندا الكبرى حتى عام 1765. بعد الحصول على قوالب سك العملة التي تـُـضرب بها العملة البولندية، أصدر عملات معدنية بولندية من معادن غير ثمينة الأمر الذي أدى لتسرب الأموال من بولندا إلى أراضي هوهنتسولرن - قـُدرت أرباحه من هذه العملية ب25 مليون تالر، في حين تسببت لبولندا بمشاكل نقدية كبيرة.
روّج فريدرش العملة المزيفة لسنوات عديدة بعد حصوله على قوالب سك العملة البولندية خلال غزو ساكسونيا. نسـّق رئيس دار سك العملة فيتل-هاينه إفرايم الإجراءات فسميت القطع النقدية عديمة القيمة في نهاية المطاف إفراماكي (efraimki ) 
كما عارض محاولات الإصلاح السياسي في بولندا، وقصفت قواته المنافذ الجمركية في فيستلا، محبطاً جهوداً بولندية لإنشاء نظام مالي حديث.
تولت الإمبراطورة كاترين الثانية عرش الإمبراطورية الروسية في عام 1762 بعد مقتل زوجها بيتر الثالث. عارضت كاترين بشدة بروسيا، في حين استهجن فريدرش روسيا التي سـُمح لقواتها بعبور الكومنولث البولندي اللتواني بحرية خلال حرب السنوات السبع. ورغم الكره المتبادل بين الملكين، وقع فريدرش وكاترين حلفاً دفاعياً في 11 أبريل 1764 ضمن السيطرة البروسية على سيليزيا نظير الدعم البروسي لروسيا ضد النمسا أو الإمبراطورية العثمانية. ثم انتخب مرشح كاترين للعرش البولندي ستانيسواف أغسطس بونياتوفسكي ملكاً على بولندا في سبتمبر من ذلك العام.
إلا أن فريدرش بدأ يتقلق، بعد أن بات لروسيا نفوذاً كبيراً على بولندا في مجلس سيم ربنين لعام 1767، وهو الأمر الذي هدد أيضاً النمسا والعثمانيين. في الحرب الروسية العثمانية (1768-1774)، دعم فريدرش كاترين بإعانة قدرها 300.000 روبل على مضض لأنه لم يُرد أن تصبح روسيا أكثر قوة باستيلاءها على أراضي عثمانية. حقق الملك البروسي تقارباً مع الإمبراطور يوزف والمستشار النمساوي كاونتس.

بعد أن احتلت روسيا إمارتي الدانوب، أقنع هاينرش شقيق وممثل فريدرش في سانت بطرسبرغ فريدرش وماريا تيريزا أن توازن القوى سيـُحفظ بالتقاسم الثلاثي للكومنولث البولندي اللتواني بدلا من أن تحتل روسيا أراضٍ عثمانية. في تقاسم بولندا الأول عام 1772، طالب فريدرش بمعظم مقاطعة بروسيا الملكية البولندية. ضمت بروسيا 52.000 كيلومتراً مربعاً و600.000 ساكن، وهو الأقل بين القوى المتقاسمة. ومع ذلك، فإن مقاطعة بروسيا الغربية المنشأة حديثاً وصلت بين بروسيا الشرقية وبومرانيا القصية ومنحت بروسيا السيطرة على مصب نهر فيستولا. رغم أن ماريا تيريزا قد قبلت القسمة على مضض، علق فريدرش «إنها تبكي، ولكنها تأخذ».
دعى فريدرش مهاجرين ألمان لإعادة تطوير المقاطعة كما أمـِـل بأن يحلوا محل البولنديين. وفقاً للمؤرخ الألماني المحافظ غرهارت ريتر، قادت مصالح الدولة فريدرش الثاني ولم يؤمن بأهمية العرق، كان يفضل استعامل عمالاً ألمان أو الفريزيين وفلاحين، اعتقاداً منه أنهم أكثر ملاءمة لبناء حضارة جديدة من «أقنان النبلاء البولنديين المدمرين مادياً ومعنوياً».
حاول فريدرش نفسه مساندة الدعاية المبررة للتقسيم، فصور المقاطعات المكتسبة على أنها متخلفة وقد تحسنت تحت الحكم البروسي- وفقاً لكارين فريدريش: تم تقبل هذه المزاعم لفترة طويلة في التأريخ الألماني ومازالت تنعكس أحياناً في الأعمال الحديثة. ووفقاً لكريستوفر كلارك: كان 54% من المساحة و75% من السكان في المناطق الحضرية من البروتستانت ألماني العرقية. إلا أن فريدرش لم ببرر غزواته أبداً على أساس قومي، على عكس المؤرخين القوميين الألمان اللاحقين في القرن التاسع عشر. كما لم يلجأ إلى عصر فرسان التوتونيون لتبرير المطالب البروسية. انتهج فريدرش المـُـعرِض عن الثقافة الألمانية المعاصرة سياسة الإمبريالية بناءً على المصالح الأمنية لدولته. تصل الأراضي المكتسبة الجديدة بروسيا مع ألمانيا الخالصة، وكانت ذات أهمية اقتصادية كبيرة للمنطقة. وفقاً للمصادر البولندية، وطـّـن فريدرش الثاني 300,000 مستوطن على الأراضي التي اكتسبها وألمنها بالقوة.
سرعان ما بدأ فريدرش بتحسين بنية بروسيا الغربية التحتية، وإصلاح نظامها الإداري والقانوني، وتحسين النظام المدرسي. بنيت 750 مدرسة جديدة بين عامي 1772-1775. درّس كل من المعلمين البروتستانت والروم الكاثوليك في بروسيا الغربية، وجرى تشجيع المعلمين والإداريين على أن يكونوا قادرين على التحدث باللغتين الألمانية والبولندية.
نظر فريدرش إلى العديد من مواطنيه الجدد بازدراء. لم يملك سوى الاحتقار لطبقة شلاختا البولندية النبيلة كثير العديد، وكتب بأن لدى بولندا «أسوأ حكومة في أوروبا باستثناء تركيا». واعتبر غرب بروسيا غير متحضر مثل كندا المستعمرة وقارن الفلاحين البولندين بالإيروكواسيين. كما يجادل كتاب بولنديون بأن فريدرش كان يمقت البولنديين بالفعل خلال أيامه الأولى؛ بإشارته لهم في رسالة من عام 1735 ب«القذرين» و«القردة الخسيسة.» كتب فريدرش في رسالة إلى هاينريش عن المقاطعة ب«أنها كانت عملية استحواذ جيدة جداً ومفيدة من الناحيتين المالية والسياسية. لكي لا أثير الكثير من الغيرة أُخبر الجميع بأني لم أرَ في رحلاتي سوى رمالاً وأشجار صنوبر وأراضي بور ويهوداً. رغم يوجود الكثير من العمل الذي يتعين القيام به؛ ليس ثمة نظام ولا تخطيط والمدن في حالة يرثى لها.» كما تعامل العديد من المسؤولين الألمان مع البولنديين بازدراء. أقام فريدرش صداقة مع إغناس كراشتسكي، الذي طلب منه تكريس كاتدرائية القديس هدفش سنة 1773. كما نصح خلفائه بتعلم البولندية، وهي سياسة اتبعتها سلالة هوهنتسولرن حتى قرر فريدرش الثالث عدم السماح لفيلهلم الثاني بتعلم هذه اللغة.

### التحديث
تمكن فريدرش من تحويل بروسيا من دولة أوروبية راكدة إلى دولة قوية اقتصادياً ومـُـصلحة سياسياً. كان حصوله على سيليزيا منسقاً وذلك لتوفير المواد الخام لصناعات بروسيا الوليدة، وحمى هذه الصناعات بتعريفات جمركية مرتفعة وبحد أدنى من القيود على التجارة الداخلية. شـُقت القنوات، بما في ذلك بين نهري فيستلا وأودر، وجفف المستنقعات للزراعية، وأدخلت محاصيل جديدة، مثل البطاطا واللفت.

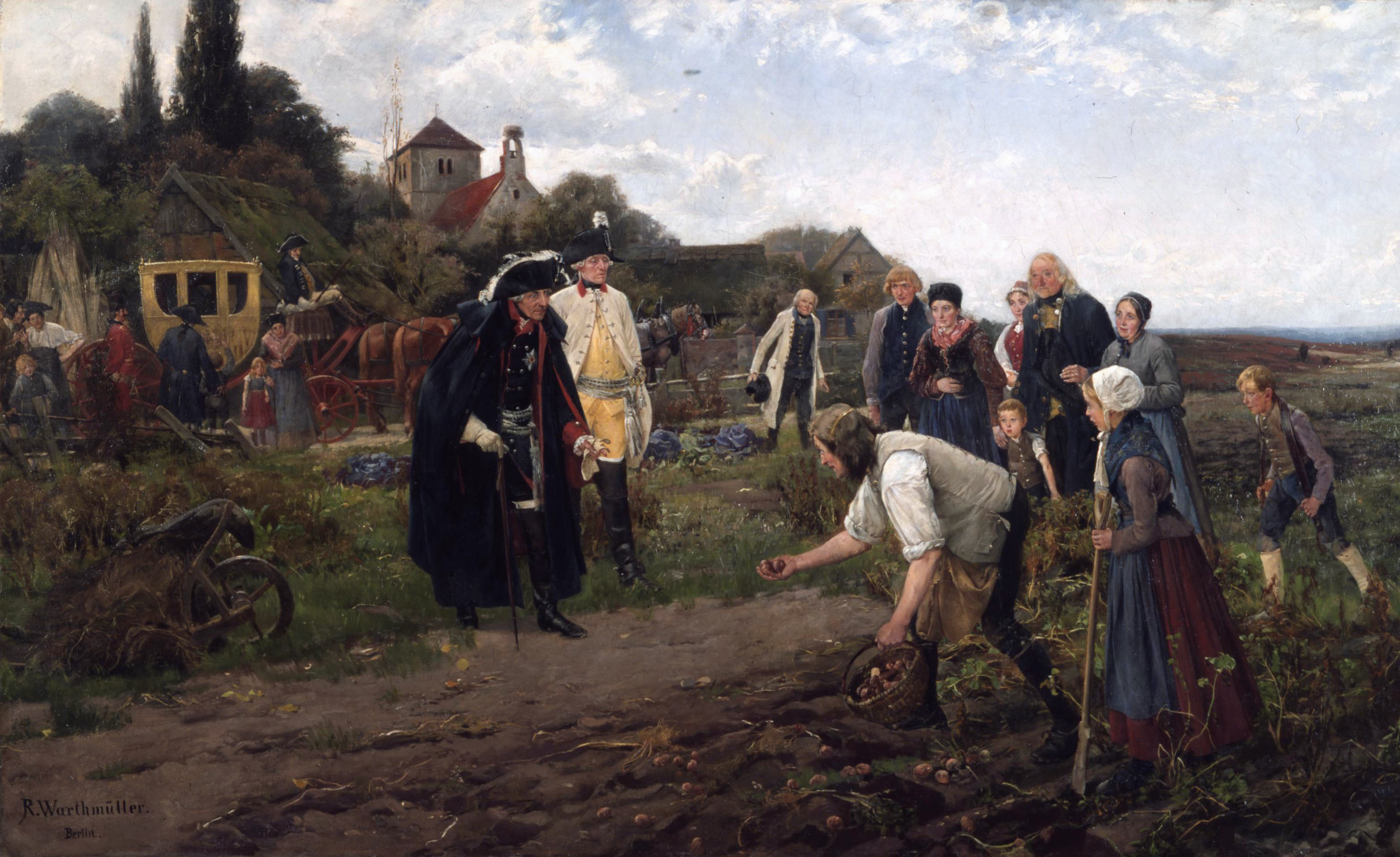
فريدرش الكبير يتفقد حصاد البطاطا

اعتبر فريدرش استصلاحه للأراضي أودربروخ بمثابة الاستيلاء على مقاطعة في حالة من السلم. أعاد تشكيل نظام الضرائب غير المباشرة بمساعدة من خبراء فرنسيين، والتي وفرت للدولة عائدات أكبر من الضرائب المباشرة. كلـّف فريدرش العظيم يوهان ارنست غوتسكوفسكي بتعزيز التجارة، وأنشأ مصنعاً للحرير وفر فوراً 1500 فرصة عمل ليتنافس مع فرنسا. تابع فريدرش العظيم توصياته في مجال الجباية والقيود على الواردات. في عام 1763 عندما أفلس غوتسكوفسكي خلال أزمة مالية بدأت في أمستردام، أخذ فريدرش مصنع الخزف الخاص به، والمعروف باسم KPM، لكنه رفض أن يشتري أكثر لوحاته.
كانت سيطرة فريدرش على أسعار الحبوب من أعظم إنجازاته، بموجبها تمكنت المخازن الحكومية من إبقاء السكان المدنيين على قيد الحياة في المناطق المحتاجة، حيث كان الحصاد فقيراً.
في عهد فريدرش، غيرت آثار حرب السنوات السبع واكتساب سسيليزيا كثيراً في الاقتصاد. أبقى تداول عملة هابطة الأسعار عالية. لرفع قيمة التالر، أصدر مرسوم منت في مايو 1763. ثبـّت هذا معدلات هبوط القطع النقدية الأمر الذي لم يـُـقبل ونـَص على دفع الضرائب بقيمة العملة ما قبل الحرب. استبدل هذا بعملة رايشستالر (Reichsthaler) في شمال ألمانيا، بقيمة ربع كونفنسيونستالر (Konventionstaler). استخدمت بروسيا ثالر تحتوي على واحد على الرابعة عشر من مارك كولونيا الفضي. سرعان ما سار عدة حكام آخرون على خطى فريدرش في إصلاح عملاتهم، مما أدى إلى نقص في السيولة وبالتالي خفض الأسعار.
أعطى فريدرش لدولته بيروقراطية عصرية كانت دعامتها الأساسية حتى عام 1760 وزير الحرب والمالية المتمكن آدم لودفيش فون بلومنتال، خلفه سنة 1764 ابن أخيه يواكيم الذي أدار الوزارة حتى ما بعد حكمه. كان نظام التعليم البروسي يعتبر أحد أفضلها في أوروبا. كما ألغى فريدرش التعذيب والعقاب البدني لمعظم القضايا.
بدأ فريدرش بالإسباغ على نفسه صفة «ملك بروسيا» بعد الاستيلاء على بروسيا الملكية (بروسيا الغربية) في عام 1772، وقد كانت تستخدم صيغة «ملك في بروسيا» منذ تتويج فريدرش الأول في كونيكسبرغ سنة 1701.

### التسامح الديني
دعم فريدرش التسامح الديني بشكل عام، بما في ذلك الاحتفاظ بالمعلمين اليسوعيين في سيليزيا وإرملند، ومقاطعة نيتسيه بعد أن قمعهم البابا كليمنس الرابع عشر. تماما مثل كاترين الثانية اعترفت فريدرش بأن مهارات اليسوعيين التعليمية من مكتسبات الأمة. اهتم بجذب مهارات متنوعة إلى بلاده، سواء من المعلمين اليسوعيين، أو المواطنين الهوغونوت، أو التجار والمصرفيين اليهود لا سيما من إسبانيا. أراد التنمية في جميع أنحاء البلاد، وتحديدا في المناطق التي حكم بأنها محتاجة إلى نوع خاص من التنمية. وهكذا، قبل أعداداً كبيرة من النساجين البروتستانت من بوهيميا، الذين فروا من حكم الكاثوليكية ماريا تيريزا. أعفى فريدرش النساجين من الضرائب والخدمة العسكرية. وكمثال على طريقة تفكير فريدرش ولكن ليس تسامح محايد بشكل كامل، كتب فريدرش في وصية السياسيات ما يلي:
لدينا أعداد كبير جدا من اليهود في المدن. هناك حاجة إليهم على الحدود البولندية لأن العبريين وحدهم من مارس التجارة في هذه المناطق. بمجرد الابتعاد عن الحدود، يصبح وضع اليهود غير مؤات، فيشكلون الزمر، ويتعاملون بالسلع المهربة ويصلون حتى كل أنواع الحيل القذرة التي تضر المواطنون والتجار المسيحيين. لم يسبق لي أن اضطهدت أي شخص من هذه أو أي طائفة أخرى  [ك‍]؛ ومع ذلك أعتقد أنه من الحكمة أن نولي اهتماماً، حتى لا تزداد أعدادهم.
شـُجع اليهود بالتالي على الحدود البولندية لممارسة كل ما في وسعهم بالتجارة وتلقوا كل الحماية والدعم من الملك البروسي مثل أي مواطن آخر. يمكن تلمس نجاح دمج اليهود في تلك المناطق من المجتمع التي شجعهم فيها فريدرش من خلال الدور الذي قام به غرسون فون بلايشرودر في تمويل جهود بسمارك لاعادة توحيد ألمانيا.

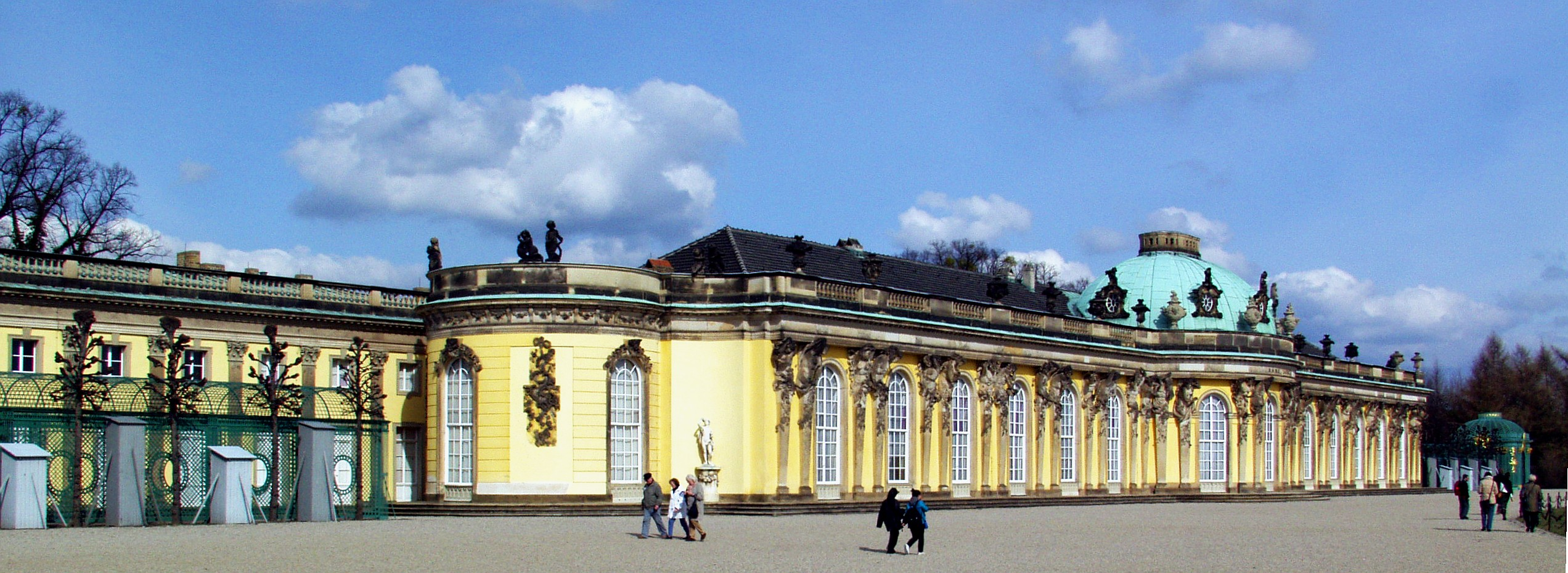
جنوب، أو الحديقة الواجهة والمبنى الرئيسي سانسوسي

لاستصلاح الكثير من الأراضي البور في عهد فريدرش، بحثت بروسيا عن مستعمرين جدد. وأكد فريدرش مرارا وتكرارا أنه لا تعنيه الجنسية والدين..

### المعمار
شيد فريدرش مبانٍ شهيرة في عاصمته برلين، معظمها لا تزال موجودة اليوم، مثل أوبر أونتر دن لندن، والمكتبة الملكية (اليوم مكتبة برلين الحكومية)، وكاتدرائية القديس هيدفيغ، وقصر الأمير هاينريش (الآن موقع جامعة هومبولت). إلا أن الملك كان يفضل قضاء وقته في مقره الصيفي في بوتسدام، حيث بنى قصر سانسوسي أهم أعمال الروكوكو الألماني الشمالي. كان سانسوسي، التي تترجم من اللغة الفرنسية «الخالي من الهم» أو «دون قلق»، ملجأ لفريدرش. تطور «الروكوكو الفيديريكي» على يد غيورغ فنسيسلاوس فون كنوبلسدورف.

### الموسيقى والفنون والتعليم

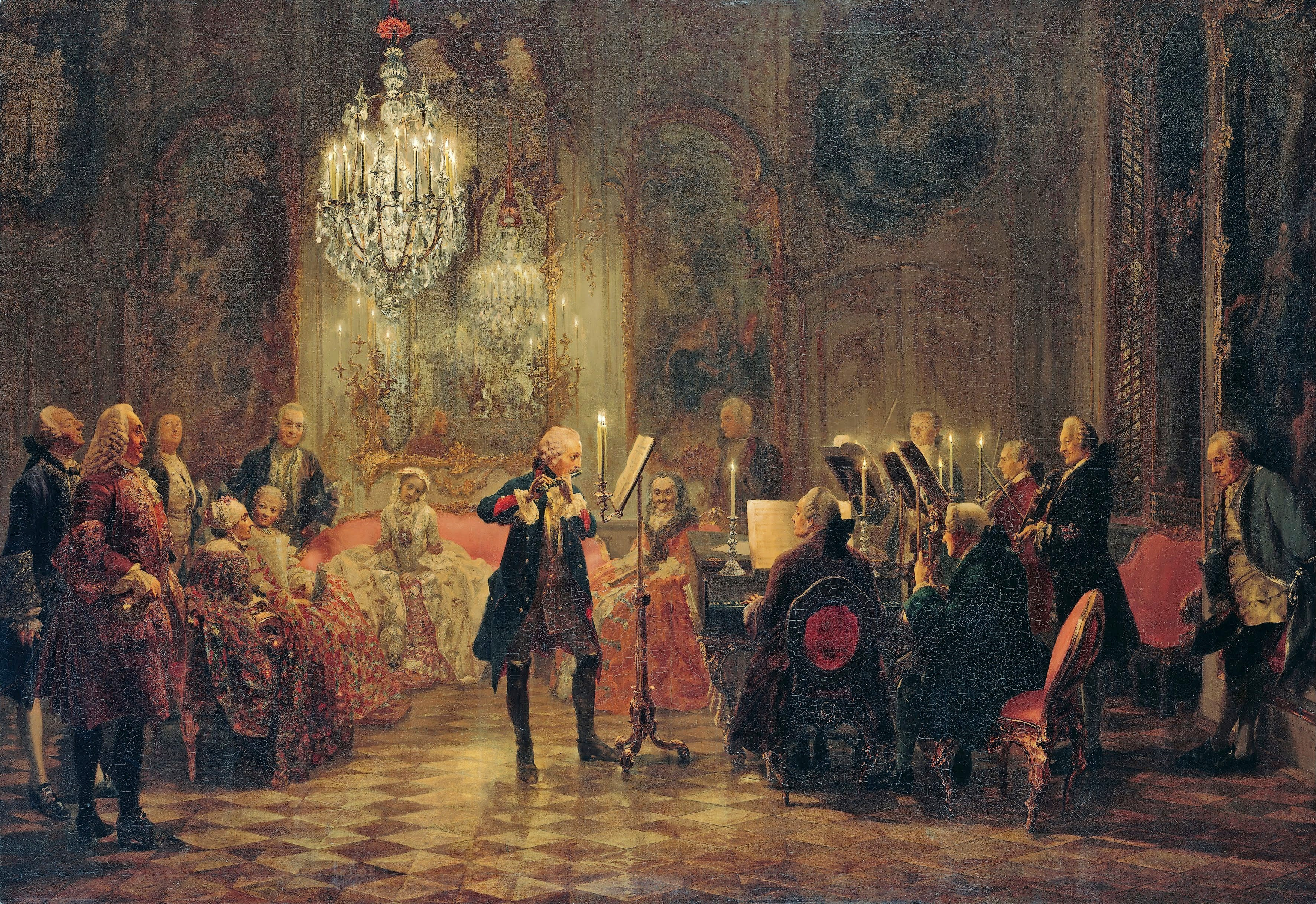
حفلة فلوت سانسوسي بريشة أدولف منسل, 1852، يصور فريدرش يعزف على الفلوت في غرفة موسيقاه في قصر زازوتشي. ك. ف. إ. باخ يرافقه على البيانو القيثاري.

كان فريدرش موسيقياً موهوباً برع في عزف الفلوت المستعرض. وألف 100 سوناتا للفلوت وكذلك أربعة سمفونيات. وقد كتب من المفترض أن «هوهنفريدبرغر مارش» (Marsch Hohenfriedberger) وهو مارش عسكري يبدو أن فريدرش كتبه لتخليد انتصاره في معركة هوهنفريدبرغ خلال حرب سيليزيا الثانية. ضم بلاطه موسيقيين من أمثال كارل فيليب إيمانويل باخ، يوهان يواكيم كوانتس، كارل هاينريش غراون فرانس بندا. قاد لقاء مع يوهان سباستيان باخ سنة 1747 في بوتسدام لكتابة باخ للعرض الموسيقي.
تطلع فريدرش أيضاً لأن يكون ملك فيلسوف أفلاطوني مثل الامبراطور الروماني ماركوس أوريليوس. انضم الملك إلى الماسونية سنة 1738 ووقف على مقربة من التنوير الفرنسي، مقابلاً بعضاً من رموزه الرئيسية مثل فولتير. انتهت الصداقة الشخصية بين فريدرش وفولتير نهاية غير سارة بعد زيارة فولتير إلى برلين وبوتسدام في 1750-1753، رغم أنهم توافقوا من بعيد في سنوات لاحقة.
بالإضافة إلى لغته الأم الألمانية، تحدث فريدرش الفرنسية، الإنجليزية، الإسبانية، البرتغالية، والإيطالية، كما كان يفهم اللاتينية، اليونانية القديمة والحديثة، والعبرية. مفضلا الثقافة الفرنسية، لم يحب فريدرش اللغة والأدب والثقافة الألمانية، موضحا أن المؤلفين الألمان «كومة أقواس على أقواس، وغالبا ما تجد الفعل الذي يعتمد عليه معنى الجملة بأكملها في نهاية صفحة كاملة». دفع انتقاده العديد من الكـُتـّاب الألمان لمحاولة نيل إعجاب فريدرش بكتاباتهم في اللغة الألمانية، وبالتالي إثبات جدارتها. كما استلهم العديد من رجالات الدولة من أمثال البارون فوم أوند تسوم شتاين من حنكة فريدرش السياسية. أعطى يوهان فولفغانغ فون غوته رأيه في فريدرش خلال زيارة لستراسبورغ بكتابته:

حسناً، لم يكن لدينا الكثير لنقوله لصالح دستور الرايخ؛ نعترف أنه متكون بالكامل من إساءة استخدم قانونية، ولكنه تفوق على الدستور الفرنسي الحالي الذي يعمل في متاهة من إساءة استخدام غير قانونية، والذي تستعرض حكومته طاقاتها في الأماكن الخطأ، لذا يـُتنبأ على نطاق واسع أنه لابد من مواجهة تحدي التغيير الشامل في الوضع. وفي المقابل عندما ننظر شمالاً، من هنالك أشرق فريدرش، النجم القطبي الذي يبدو أن ألمانيا وأوروبا وحتى العالم يدور حوله...

### أكاديمية برلين

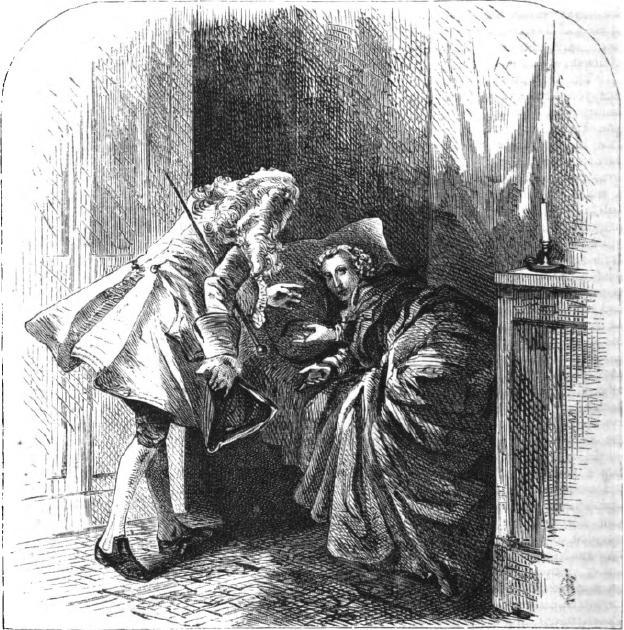
أول مقابلة لفريدرش مع فولتير (مجلة هاربر الشهري جديد، المجلد 40، 1870.).

لاحظ آرسليف أنه قبل اعتلاء فريدرش للعرش سنة 1740، قد غطت على أكاديمية العلوم الملكية البروسية (أكاديمية برلين) نظيرتيها في لندن وباريس. جعل فريدرش من الفرنسية اللغة الرسمية ومن الفلسفة التأملية موضوع الدراسة الأهم. كان العضوية قوية في الرياضيات والفلسفة وشملت إيمانويل كانت ولورن دالمبير وبيير-لويس دو موبيرتو وكوندياك. إلا أن الأكاديمية كانت في أزمة لعقدين من الزمن في منتصف القرن بسبب الفضائح والمنافسات الداخلية مثل الجدال بين والآراء النيوتنية واللايبنتسية، وصراع الشخصيات بين فولتير وموبيرتو. على مستوى أعلى، جادل موبيرتو المدير (1746-59) والمناصر للملكية بأن عمل الأفراد تشكل من طابع المؤسسة التي تضمهم، وعملوا لمجد الدولة. على النقيض من ذلك اتخذت دالمبرت نهجاً جمهورياً بدلا من الملكي، وأكد على جمهورية الآداب الدولية باعتبارها وسيلة من أجل التقدم العلمي. من عام 1789، غير أن الأكاديمية اكتسبت سمعة دولية في حين جعل مساهمات كبيرة في الثقافة الألمانية والفكر. دعا فريدريك جوزيف لوي لاغرانج ليخلف ليونهارت أويلر في أكاديمية برلين؛ وقد كانا من الرياضياتيين العالميين. جذبت مملكة الفيلسوف مفكرين آخرين هم فرانشيسكو ألغاروتي ودارجين وجوليان أوفراي دو لا متري. نشر إيمانويل كانت كتابات دينية في برلين تمت الرقابة عليها في أماكن أخرى من أوروبا.

### السنوات اللاحقة
سنة 1785، وقع فريدرش الثاني معاهدة صداقة وتجارة مع الولايات المتحدة الأمريكية معترفاً باستقلال الولايات المتحدة. تضمنت الاتفاقية بنداً يضمن رئيسا السلطة التنفيذية في البلدين بموجبه حبساً خاصاً وإنسانياً لأسرى الحرب.
قرب نهاية حياته إزداد فريدرش انعزالاً. أخذ أعضاء دائرة أصدقاءه في سانسوسي بالوفاة تدريجياً دون أن استبادلهم، وازداد فريدرش انتقاداً وتعسفاً، للإحباط من الخدمة المدنية وتدريب الضباط. هلل سكان برلين دائماً الملك حين كان يعود إلى المدينة من جولات في المقاطعات أو من استعراضات العسكرية، ولكن فريدرش لم يكن يستمتع بشعبيته لدى العوام، مفضلاً مرافقة الكلاب السلوقية الإيطالية، التي كان يشير إليها بأنهم «مركيزات دي بومبادور» الخاصات به ساخراً من المحظية الملكية الفرنسية. توفي فريدرش على أريكة في مكتبه بقصر سانسوسي في 17 أغسطس 1786.

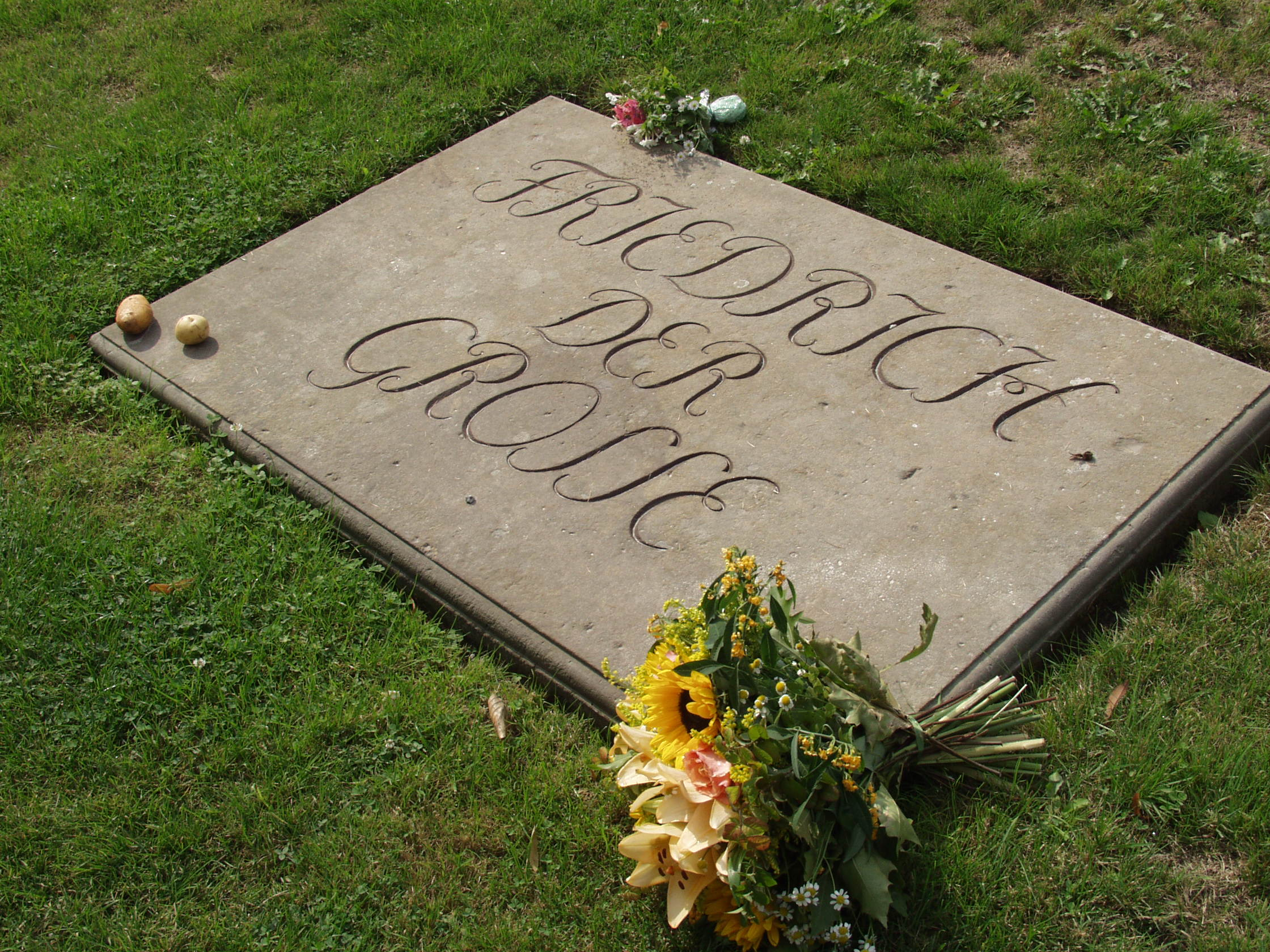
قبر فريدرش في سانسوسي

كان فريدرش يرغب في أن يدفن بجوار كلابه السلوقية على مصطبة الكروم على جانب المبنى الرئيسي لسانسوسي. إلا أن ابن أخيه وخليفته فريدرش فيلهلم الثاني أمر بدفن الجثمان بجوار والده في كنيسة حامية بوتسدام. قرب نهاية الحرب العالمية الثانية، أمر أدولف هتلر بنقل نعوش فريدرش وفريدرش فيلهلم الأول وباول فون هيندنبورغ وزوجته، نقلت أولاً إلى مخبأ تحت الأرض بالقرب من برلين، ثم خـُبأت في منجم للملح بالقرب من بلدة برنروده بألمانيا، لحمايتها من الدمار. اكتشف الجيش الأمريكي التوابيت الأربع في 27 أبريل 1945، خلف جدار حجري بسمك 1.8 متر في أعماق المنجم، ونقلهم إلى الطابق السفلي من قلعة ماربورغ، وهي نقطة لتجميع "الكنز" النازي المـُستعاد. كجزء من مشروع سري سـُمي ب«العملية بوديسناتش»، نقل الجيش الأمريكي كلا الملكين أولا إلى كنيسة إليزابت في ماربورغ ثم إلى قلعة هوهنتسولرن قرب بلدة هيشينغن. بعد إعادة توحيد ألمانيا، دُفن جثمان فريدرش فيلهلم في ضريح كايزر فريدرش في كنيسة السلام بسانسوسي.
في ذكرى وفاته الخمسة بعد المئتين، في 17 أغسطس 1991، وضع النعش في الدولة فريدرش في محكمة شرف زانزوسي، مغطى بالعلم البروسي برفقة حارس الشرف الجيش الألماني. بعد حلول الظلام، وأخيرا وُضع جثمان فريدرش للراحة على مصطبة كروم زانزوسي، دون أبهة، وفقا لارادته الأخيرة ("... Im übrigen will ich, was meine Person anbetrifft, in Sanssouci beigesetzt werden, ohne Prunk, ohne Pomp und bei Nacht..." (1757)).

## فريدرش في الثقافة الشعبية

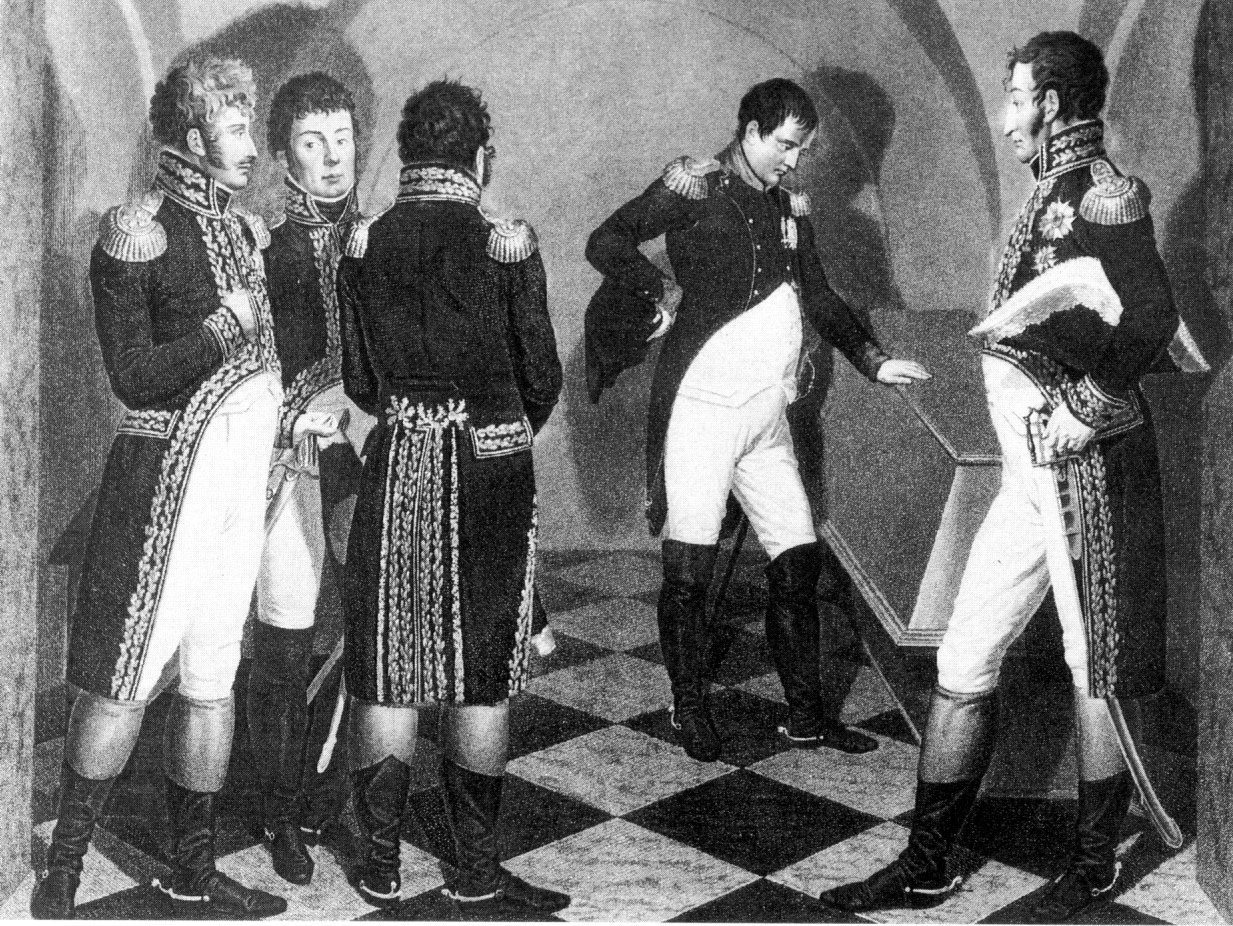
نابوليون يزور ضريح (الأول) فريدرش في سرداب كنيسة الحامية، بوتسدام.

### أماكن
سـُميت كنغ أوف بروسيا في ولاية بنسلفانيا الأمريكية نسبة إلى حانة كنغ أوف بروسيا التاريخية والتي كانت قد سميت تكريماً لفريدرش.
سـُمي شارع بروسيا في دبلن، أيرلندا نسبة فريدرش العظيم.

### أفلام ألمانية
الملك العظيم ((بالألمانية: "Der Große König")) فيلم درامي ألماني من عام 1942 أخرجه فايت هارلن من بطولة أوتو غيبور. يصور حياة فريدرش العظيم. نال تمييز «فيلم الأمة» النادر. لعب أوتو غيبور دور الملك في أفلام أخرى كثيرة.
أفلام لعب أتو غيبور فيها دور فريدرش العظيم
- 1920: Die Tänzerin Barbarina – إخراج: Carl Boese
- 1921–23: Fridericus Rex – إخراج: أرسين فون سيريبي:Teil 1 – Sturm und Drang

Teil 2 – Vater und Sohn
Teil 3 – Sanssouci
Teil 4 – Schicksalswende
- 1926: Die Mühle von Sans Souci – إخراج: زيغفريد فيليبي
- 1928: Der alte Fritz – 1. Teil Friede – إخراج: غرهارت لمبرشت
- 1928: Der alte Fritz – 2. Teil Ausklang – إخراج: غرهارت لمبرشت
- 1930: Das Flötenkonzert von Sanssouci –إخراج: غوستاف أوسيكي
- 1932: Die Tänzerin von Sans Souci – إخراج: فريدرش تسلنك
- 1933: Der Choral von Leuthen – إخراج: كارل فروليش
- 1936. Heiteres und Ernstes um den großen König – إخراج: فل يوتسي
- 1936: Fridericus – إخراج: يوهانس ميير
- 1937: Das schöne Fräulein Schragg – إخراج: هانس دبه
- 1942: Der große König – إخراج: فايت هارلن

في الفيلم الألماني من عام 2004 Der Untergang (السقوط)، يظهر أدولف هتلر جالساً في غرفة مظلمة ومحدقاً بشكل يائس في لوحة لفريدرش، ربما في إشارة إلى تلاشي آمال الدكتاتور بمعجزة آل براندتبورغ أخرى. ويستند هذا على واقعة شهدها روشوس ميش.
الفيلم التلفزيوني الألماني من عام 2012 Friedrich – ein deutscher König (فريدرش – ملك ألماني) لعبت الممثلتان كاتارينا تالباخ وابنتها آنا تالباخ فيه دوري الملك كبيراً وصغيراً على التوالي.

### تصوير في باري ليندون
على الرغم من أن لم يسبق له مثيل فريدرش على الشاشة، وأشار عدة مرات في ستانلي كوبريك في عام 1975 فيلم في فترة أفلام الباري ليندون. في الفيلم، وأشار إلى أنها «فريدرش العظيم واللامع»، وأشاد كل من جيشه وانتقد، كما في هذا الاقتباس: «خلال السنوات الخمس التي دامت الحرب الآن، وفريدرش العظيم واللامع قد استنفد ذلك الذكور من مملكته التي كان عليه أن توظف عشرات من المجندين الذين سوف تتردد في أي جريمة، بما في ذلك الاختطاف، للحفاظ على تزويد تلك أفواج الرائعة له مع الطعام لمسحوق».

### آخر
أُدرج فريدرش في سلسلة ألعاب الكمبيوتر سيفيليزيشن، في ألعاب أيج أوف إمبايرز 3 وإمباير إرث 2 وإمباير: توتال وار، ولعبتي اللوح فريدرش والملوك الجنود.
فريدرش هو الشخصية الرئيسية في الفيلم الكوميدي فريدرش webcomic العبثية العظيم: اختراق كوميدي محزن معظم المكان والزمان.
يظهر فريدرش أيضا في المانغا اليابانية هيتاليا: قوة المحور باسم فريتس العجوز، وكان أهم قائد في شخصية بروسيا.

## شجرة العائلة
| فريدرش فيلهلم ناخب براندنبورغ | فريدرش فيلهلم ناخب براندنبورغ | فريدرش فيلهلم ناخب براندنبورغ | فريدرش فيلهلم ناخب براندنبورغ | فريدرش فيلهلم ناخب براندنبورغ | فريدرش فيلهلم ناخب براندنبورغ |                         |                         | لويزه هنريته أورانج نساو | لويزه هنريته أورانج نساو | لويزه هنريته أورانج نساو       | لويزه هنريته أورانج نساو       | لويزه هنريته أورانج نساو       | لويزه هنريته أورانج نساو       |                                |                                |                     |                     | إرنست أوغست ناخب هانوفر | إرنست أوغست ناخب هانوفر | إرنست أوغست ناخب هانوفر | إرنست أوغست ناخب هانوفر | إرنست أوغست ناخب هانوفر  | إرنست أوغست ناخب هانوفر |  |  | صوفي بالاتينات | صوفي بالاتينات | صوفي بالاتينات | صوفي بالاتينات | صوفي بالاتينات | صوفي بالاتينات |            |            |                     |                     | غيورغ فيلهلم دوق براونشفايغ لونيبورغ | غيورغ فيلهلم دوق براونشفايغ لونيبورغ | غيورغ فيلهلم دوق براونشفايغ لونيبورغ | غيورغ فيلهلم دوق براونشفايغ لونيبورغ | غيورغ فيلهلم دوق براونشفايغ لونيبورغ | غيورغ فيلهلم دوق براونشفايغ لونيبورغ |                    |                    | إليونوره دسمير دولبرويسه | إليونوره دسمير دولبرويسه | إليونوره دسمير دولبرويسه | إليونوره دسمير دولبرويسه | إليونوره دسمير دولبرويسه | إليونوره دسمير دولبرويسه |  |  |
| فريدرش فيلهلم ناخب براندنبورغ | فريدرش فيلهلم ناخب براندنبورغ | فريدرش فيلهلم ناخب براندنبورغ | فريدرش فيلهلم ناخب براندنبورغ | فريدرش فيلهلم ناخب براندنبورغ | فريدرش فيلهلم ناخب براندنبورغ |                         |                         | لويزه هنريته أورانج نساو | لويزه هنريته أورانج نساو | لويزه هنريته أورانج نساو       | لويزه هنريته أورانج نساو       | لويزه هنريته أورانج نساو       | لويزه هنريته أورانج نساو       |                                |                                |                     |                     | إرنست أوغست ناخب هانوفر | إرنست أوغست ناخب هانوفر | إرنست أوغست ناخب هانوفر | إرنست أوغست ناخب هانوفر | إرنست أوغست ناخب هانوفر  | إرنست أوغست ناخب هانوفر |  |  | صوفي بالاتينات | صوفي بالاتينات | صوفي بالاتينات | صوفي بالاتينات | صوفي بالاتينات | صوفي بالاتينات |            |            |                     |                     | غيورغ فيلهلم دوق براونشفايغ لونيبورغ | غيورغ فيلهلم دوق براونشفايغ لونيبورغ | غيورغ فيلهلم دوق براونشفايغ لونيبورغ | غيورغ فيلهلم دوق براونشفايغ لونيبورغ | غيورغ فيلهلم دوق براونشفايغ لونيبورغ | غيورغ فيلهلم دوق براونشفايغ لونيبورغ |                    |                    | إليونوره دسمير دولبرويسه | إليونوره دسمير دولبرويسه | إليونوره دسمير دولبرويسه | إليونوره دسمير دولبرويسه | إليونوره دسمير دولبرويسه | إليونوره دسمير دولبرويسه |  |  |
|                               |                               |                               |                               |                               |                               |                         |                         |                          |                          |                                |                                |                                |                                |                                |                                |                     |                     |                         |                         |                         |                         |                          |                         |  |  |                |                |                |                |                |                |            |            |                     |                     |                                      |                                      |                                      |                                      |                                      |                                      |                    |                    |                          |                          |                          |                          |                          |                          |  |  |
|                               |                               |                               |                               |                               |                               |                         |                         |                          |                          |                                |                                |                                |                                |                                |                                |                     |                     |                         |                         |                         |                         |                          |                         |  |  |                |                |                |                |                |                |            |            |                     |                     |                                      |                                      |                                      |                                      |                                      |                                      |                    |                    |                          |                          |                          |                          |                          |                          |  |  |
|                               |                               |                               |                               | فريدرش الأول ملك بروسيا       | فريدرش الأول ملك بروسيا       | فريدرش الأول ملك بروسيا | فريدرش الأول ملك بروسيا | فريدرش الأول ملك بروسيا  | فريدرش الأول ملك بروسيا  |                                |                                |                                |                                |                                |                                | صوفي شارلوته هانوفر | صوفي شارلوته هانوفر | صوفي شارلوته هانوفر     | صوفي شارلوته هانوفر     | صوفي شارلوته هانوفر     | صوفي شارلوته هانوفر     |                          |                         |  |  |                |                | جورج الأول     | جورج الأول     | جورج الأول     | جورج الأول     | جورج الأول | جورج الأول |                     |                     |                                      |                                      |                                      |                                      | صوفي دوروتيا تسيله                   | صوفي دوروتيا تسيله                   | صوفي دوروتيا تسيله | صوفي دوروتيا تسيله | صوفي دوروتيا تسيله       | صوفي دوروتيا تسيله       |                          |                          |                          |                          |  |  |
|                               |                               |                               |                               | فريدرش الأول ملك بروسيا       | فريدرش الأول ملك بروسيا       | فريدرش الأول ملك بروسيا | فريدرش الأول ملك بروسيا | فريدرش الأول ملك بروسيا  | فريدرش الأول ملك بروسيا  |                                |                                |                                |                                |                                |                                | صوفي شارلوته هانوفر | صوفي شارلوته هانوفر | صوفي شارلوته هانوفر     | صوفي شارلوته هانوفر     | صوفي شارلوته هانوفر     | صوفي شارلوته هانوفر     |                          |                         |  |  |                |                | جورج الأول     | جورج الأول     | جورج الأول     | جورج الأول     | جورج الأول | جورج الأول |                     |                     |                                      |                                      |                                      |                                      | صوفي دوروتيا تسيله                   | صوفي دوروتيا تسيله                   | صوفي دوروتيا تسيله | صوفي دوروتيا تسيله | صوفي دوروتيا تسيله       | صوفي دوروتيا تسيله       |                          |                          |                          |                          |  |  |
|                               |                               |                               |                               |                               |                               |                         |                         |                          |                          |                                |                                |                                |                                |                                |                                |                     |                     |                         |                         |                         |                         |                          |                         |  |  |                |                |                |                |                |                |            |            |                     |                     |                                      |                                      |                                      |                                      |                                      |                                      |                    |                    |                          |                          |                          |                          |                          |                          |  |  |
|                               |                               |                               |                               |                               |                               |                         |                         |                          |                          | فريدرش فيلهلم الأول ملك بروسيا | فريدرش فيلهلم الأول ملك بروسيا | فريدرش فيلهلم الأول ملك بروسيا | فريدرش فيلهلم الأول ملك بروسيا | فريدرش فيلهلم الأول ملك بروسيا | فريدرش فيلهلم الأول ملك بروسيا |                     |                     |                         |                         |                         |                         |                          |                         |  |  |                |                |                |                |                |                |            |            | صوفي دوروتيا هانوفر | صوفي دوروتيا هانوفر | صوفي دوروتيا هانوفر                  | صوفي دوروتيا هانوفر                  | صوفي دوروتيا هانوفر                  | صوفي دوروتيا هانوفر                  |                                      |                                      |                    |                    |                          |                          |                          |                          |                          |                          |  |  |
|                               |                               |                               |                               |                               |                               |                         |                         |                          |                          | فريدرش فيلهلم الأول ملك بروسيا | فريدرش فيلهلم الأول ملك بروسيا | فريدرش فيلهلم الأول ملك بروسيا | فريدرش فيلهلم الأول ملك بروسيا | فريدرش فيلهلم الأول ملك بروسيا | فريدرش فيلهلم الأول ملك بروسيا |                     |                     |                         |                         |                         |                         |                          |                         |  |  |                |                |                |                |                |                |            |            | صوفي دوروتيا هانوفر | صوفي دوروتيا هانوفر | صوفي دوروتيا هانوفر                  | صوفي دوروتيا هانوفر                  | صوفي دوروتيا هانوفر                  | صوفي دوروتيا هانوفر                  |                                      |                                      |                    |                    |                          |                          |                          |                          |                          |                          |  |  |
|                               |                               |                               |                               |                               |                               |                         |                         |                          |                          |                                |                                |                                |                                |                                |                                |                     |                     |                         |                         |                         |                         | فريدرش الثاني ملك بروسيا |                         |  |  |                |                |                |                |                |                |            |            |                     |                     |                                      |                                      |                                      |                                      |                                      |                                      |                    |                    |                          |                          |                          |                          |                          |                          |  |  |

## وصلات خارجية
- فريدرش العظيم على موقع الموسوعة البريطانية (الإنجليزية)
- فريدرش العظيم على موقع ميوزك برينز (الإنجليزية)
- فريدرش العظيم على موقع ميوزك برينز (الإنجليزية)
- فريدرش العظيم على موقع إن إن دي بي (الإنجليزية)
- فريدرش العظيم على موقع ديسكوغز (الإنجليزية)
- مؤلفات King of Prussia Frederick II في مشروع غوتنبرغ
- النسخة الرقمية لأعمال فريدرش العظيم من مكتبة جامعة ترير (بالألمانية والفرنسية)
- قصة عن فريدرش ومدام دو بومبادور نسخة محفوظة 30 ديسمبر 2004 على موقع واي باك مشين. (بالألمانية)

- Free scores في مشروع موتوبيا